# 日進市立西小学校
日進市立西小学校（にっしんしりつ にししょうがっこう）は、愛知県日進市浅田町にある公立小学校。

## 概要
- 創立は1906年（明治39年）であり、日進市で最も古い小学校である。
- 校区は赤池町（下田、長田、北山、大応寺、流、箕ノ手の一部）、浅田町（美濃輪の一部、笹原の一部、茶園、上小深田、下小深田、上ノ山、上納、東田面、平池、東前田、西前田、西田面の一部、大島、西浦、森下、北田面、三ケ所）、梅森町（株山、新田、上松、北田面、西後、西田面、向江の一部）、野方町、梅森台、折戸町（定納）、岩崎町（南高上、北高上の一部）藤塚1丁目（一部）、藤塚3丁目（一部）、浅田平子（1・2丁目、3丁目の一部）であり、公立中学校に進学する場合は日進市立日進西中学校に進学する[1]。

## 沿革
西小学校のHPの沿革では、1906年創立となっている。ここではそれ以前についても記述する。
- 1873年（明治6年）
  - 3月 - 岩崎村に清水学校が開校する。妙仙寺[注釈 1]を仮校舎とする。
  - 9月 - 米野木村に文照学校が開校する。薬師寺[注釈 2]を仮校舎とする。
  - 10月 - 梅森村に精究学校が開校する。眺景寺[注釈 3]を仮校舎とする。
  - 12月 - 野方村に峻徳学校が開校する。
- 1874年（明治7年）12月 - 赤池村の児童は平針村に開校した勧導学校へ通学する。
- 1876年（明治9年） -
  - 清水学校が岩崎学校、文照学校が米野木学校、勧導が平池学校に改称する。
  - 峻徳学校と精究学校が統合し、浅田学校となる。
- 1877年（明治10年）3月4日 - 平池学校が平針村から赤池村に移転する。
- 1879年（明治12年） -
  - 平池学校が赤池村から平針村に移転する。
  - 折戸村に折戸学校が開校する。
- 1887年（明治20年）3月31日 -
  - 米野木学校と岩崎学校が統合し、尋常小学藤島学校となる。
  - 折戸学校と浅田学校が統合し、尋常小学浅田学校となる。
  - 平池学校が尋常小学平針学校に改称する。
- 1888年（明治21年）4月 - 尋常小学藤島学校が尋常小学岩崎学校と尋常小学米野木学校に分立する。
- 1889年（明治22年）
  - 4月4日 - 尋常小学平針学校から赤池村が離脱。赤池村に尋常小学赤池学校が開校する。
  - 10月1日 - 野方村、赤池村、浅田村、梅森村、折戸村、蟹甲新田が合併し、香久山村が発足。
  - 10月1日 - 米野木村、三本木村、藤島村、本郷村、藤枝村が合併し、白山村が発足。
  - 10月1日 - 岩崎村、北新田、岩藤新田が合併し、岩崎村が発足。
- 1892年（明治25年）
  - 1月 - 岩崎村に岩崎村外十一ヶ村組合岩崎高等小学校が開校する。
  - 7月 - 尋常小学浅田学校が香久山尋常小学校、尋常小学赤池学校が赤池尋常小学校、尋常小学米野木学校が米野木尋常小学校、尋常小学岩崎学校が岩崎尋常小学校に改称する。
- 1894年（明治27年）7月 - 岩崎高等小学校が廃校となる。香久山村に香久山村外五ヶ村組合香久山高等小学校が開校する。
- 1895年（明治28年）12月 - 岩崎尋常小学校が校舎を新築し、移転する。
- 1899年（明治32年） - 赤池尋常小学校が香久山尋常小学校に統合される。
- 1906年（明治39年）
  - 5月10日 - 香久山村、白山村、岩崎村が合併し、日進村が発足。
  - 12月1日 - 香久山尋常小学校、米野木尋常小学校、岩崎尋常小学校、香久山高等小学校を統合し、日進尋常高等小学校となる。
- 1912年（明治45年）2月1日 - 日進東部尋常小学校と日進北部尋常小学校を分離する。同時に日進西部尋常高等小学校に改称する。
- 1915年（大正4年）12月 - 現在地の校舎を新築し、移転する。
- 1918年（大正7年）5月20日 - 西部農業補習学校を併設する。
- 1935年（昭和10年）4月1日 - 青年学校を併設する。
- 1941年（昭和16年）4月1日 - 日進西部国民学校に改称する。
- 1947年（昭和22年）4月1日 - 日進村立日進西部小学校に改称する。
- 1954年（昭和29年）8月15日 - 本館校舎が完成する。
- 1958年（昭和33年）1月1日 - 日進村が町制施行し、日進町が発足。同時に日進町立西小学校に改称する。
- 1959年（昭和34年）
  - 9月26日 - 伊勢湾台風により、講堂が半壊する。
  - 12月5日 - 講堂を再建する。
- 1965年（昭和40年）7月19日 - プールが完成する。
- 1968年（昭和43年）2月15日 - 南館（鉄筋コンクリート造3階建）が完成する。
- 1971年（昭和46年）
  - 3月6日 - 体育館が完成する。
  - 8月31日 - 北館（鉄筋コンクリート造4階建）が完成する。
- 1973年（昭和48年）4月1日 - 日進町立南小学校を分離する。折戸、南ヶ丘、蟹甲が南小学校校区に移る。
- 1979年（昭和54年）6月13日 - 管理棟（鉄筋コンクリート造3階建）が完成する。
- 1993年（平成5年）4月1日 - 日進町立香久山小学校を分離する。株山、門木が香久山小学校に移る。
- 1994年（平成6年）10月1日 - 日進町が市制施行し、日進市が発足。同時に日進市立西小学校に改称する。
- 2006年（平成18年）4月1日 - 創立100周年記念式典を行う。
- 2007年（平成19年）
  - 1月29日 - ビオトープ改修事業完成セレモニー。
  - 4月1日 - すこやか学級を開設する。
- 2018年（平成30年）9月1日 - 体育館のトイレを改修し、多目的トイレを新設する。
- 2020年（令和2年）2月29日 - 体育館の屋根改修工事を行う[3][4]。

## 交通アクセス
- 名古屋市交通局鶴舞線・名鉄豊田線赤池駅下車、徒歩約30分。

## 周辺施設
- 愛知県立日進西高等学校
- 日進市立日進西中学校
- 日進市立日進中学校
- 日進市立南小学校
- 日進市立赤池小学校
- 中部保育園
- 日進めばえ保育園
- 尾三消防組合日進消防署西出張所
- 日進市役所
- マスプロ美術館
- 名古屋ゴルフ倶楽部・和合コース
- 名古屋市営地下鉄鶴舞線・名鉄豊田線赤池駅
- 名古屋市交通局日進工場
- 愛知県道58号名古屋豊田線
- 愛知県道219号浅田名古屋線

## 著名な出身者
- 石田彰（声優）
- 鈴木サチ（ファッションモデル）